# Rödbrun slånknoppmal
Rödbrun slånknoppmal (Argyresthia albistria) är en fjärilsart som först beskrevs av Adrian Hardy Haworth 1828.  Rödbrun slånknoppmal ingår i släktet Argyresthia, och familjen spinnmalar. Arten är reproducerande i Sverige.

## Bildgalleri

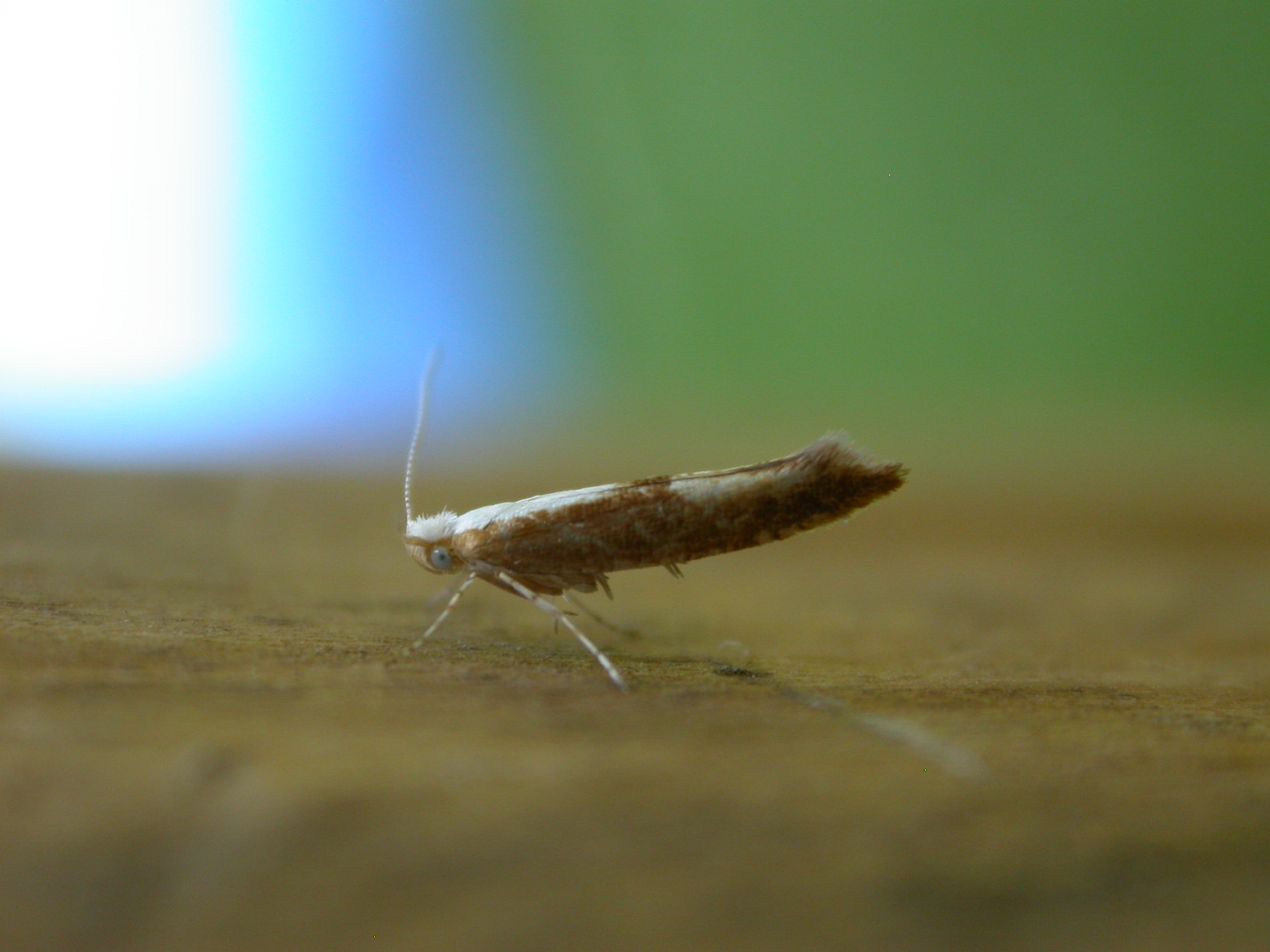
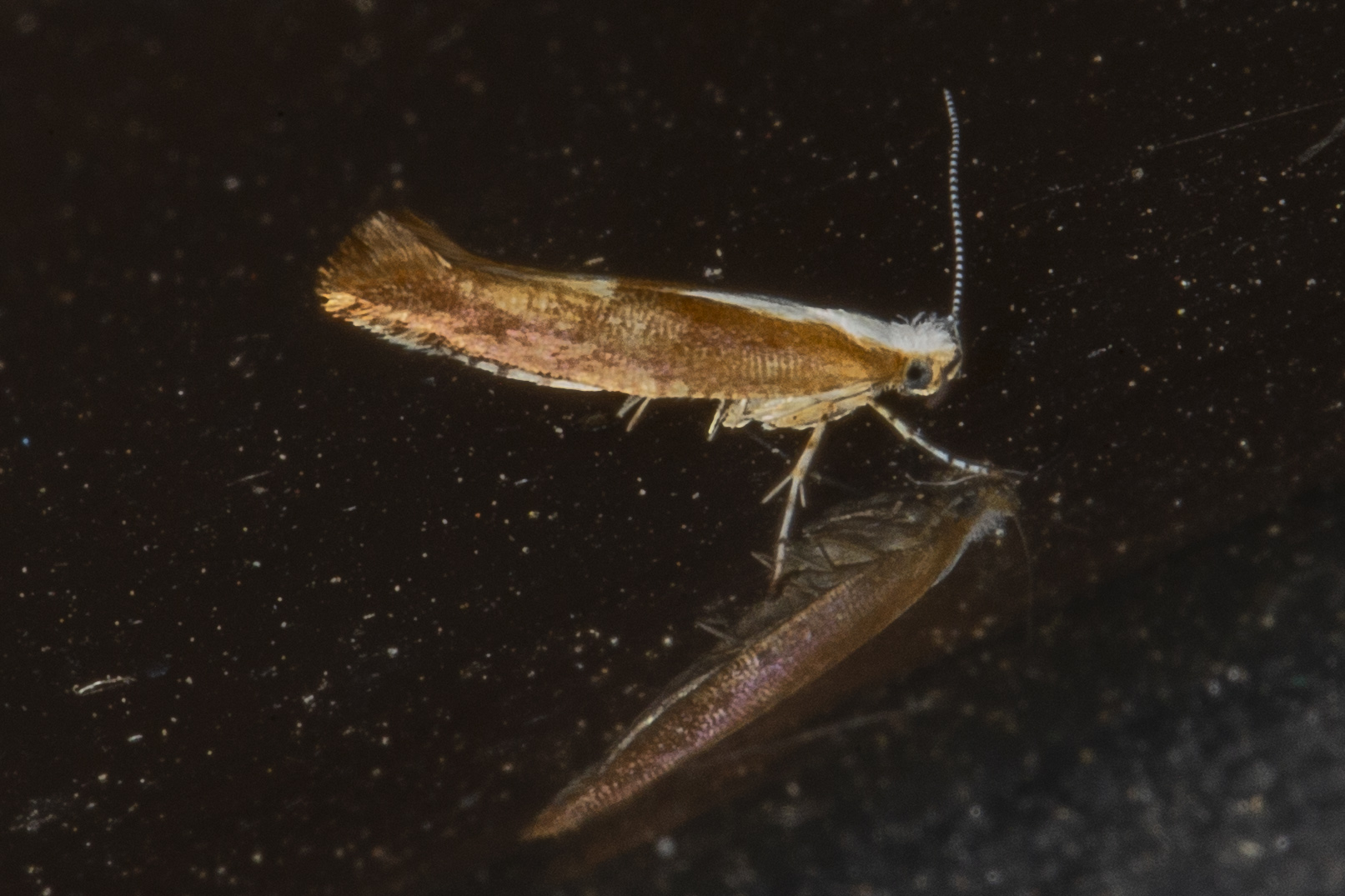